# Manușevți, Tărgoviște
Manușevți (în bulgară Манушевци) este un sat în comuna Antonovo, regiunea Tărgoviște,  Bulgaria. 

## Demografie
Componența etnică a satului Manușevți
     Nicio identificare (100%)
     Altele (0%)
La recensământul din 2011, populația satului Manușevți era de 1 locuitor.